# Paul Paléologue Tagaris
Vous lisez un « bon article » labellisé en 2017.
Paul Paléologue Tagaris (en grec moderne : Παῦλος Παλαιολόγος Τάγαρις), né vers 1320 ou 1340 et mort après 1394, était un moine grec byzantin et un imposteur. Même s'il descendait de la famille Tagaris, Paul prétendait avoir également un lien avec la dynastie des Paléologues qui régnait sur l'Empire byzantin à cette époque. Adolescent, il fuit son mariage et devint moine. Mais ses pratiques frauduleuses l'impliquèrent dans un scandale. Fuyant Constantinople, il voyagea beaucoup, de la Palestine à la Perse et au royaume de Géorgie et, finalement, via l'Ukraine et le royaume de Hongrie, vers le royaume germanique d'Italie, la Grèce latine, le royaume de Chypre et le royaume de France.
Au cours de sa longue et tumultueuse carrière, Tagaris fut nommé évêque orthodoxe. Il vendit des ordinations à des ecclésiastiques en prétendant être le patriarche orthodoxe de Jérusalem, délaissa l'orthodoxie grecque pour le catholicisme romain avant de revenir sur sa décision, soutint à la fois le Saint-Siège et l'antipape d'Avignon durant le grand Schisme d'Occident, et intrigua pour être nommé patriarche latin de Constantinople. Enfin, quand ses escroqueries furent démasquées, il retourna à Constantinople, où il se repentit et confessa ses péchés devant un synode en 1394.

## Enfance et famille
La principale source retraçant la vie de Paul Paléologue Tagaris est sa confession devant le synode patriarcal de Constantinople. Ce document n'est pas daté, mais il était classé, dans les archives du patriarcat de Constantinople, parmi les documents des années 1394-1395. Il est publié en 1860. La confession est complétée par un compte-rendu de sa venue à Paris en 1390. Ce document fut rédigé par un moine de l'abbaye de Saint-Denis et inclus dans la Chronique du religieux de Saint-Denys,.
D'après la chronique du moine de l'abbaye de Saint-Denis, Paul Paléologue Tagaris serait « né de parents pauvres dans une île de la Grèce ». Mais, selon le médiéviste luxembourgeois Raymond-Joseph Loenertz, cette affirmation du chroniqueur est réfutée par la confession prononcée par Tagaris devant un auditoire bien informé : « La plupart des Pères ici présents savent qui fut mon père, les uns pour l'avoir connu personnellement, les autres parce qu'on leur a parlé de sa vaillance et de ses exploits contre les ennemis des Romains. Car ce n'était pas un homme de vile condition… Il était familier, mieux que cela, il était ami de l'empereur son maître, et on peut même dire qu'il était de son sang, en raison de son mariage et parce qu'il était entré comme gendre dans la famille impériale… ». Ainsi, Paul Paléologue Tagaris est apparemment un descendant de la famille Tagaris, une lignée qui apparaît pour la première fois au début du XIVe siècle. Même si Tagaris ne donna pas le nom de son père, ce dernier peut être identifié comme étant le megas stratopedarchēs Manuel Tagaris (en) ou le fils de ce dernier, Georges Tagaris (en). Tagaris prétendit également être lié à la dynastie impériale des Paléologues et adopta ce nom de famille. Manuel Tagaris fut en effet marié à Théodora Asenina Paléologue, une nièce de l'empereur Andronic II Paléologue, mais, même si Paul était le fils de Manuel, Théodora n'était « fort probablement pas la mère de Paul » selon le byzantiniste britannique Donald MacGillivray Nicol,.
La date de naissance du personnage n'est pas connue avec certitude. Selon Nicol, Tagaris naquit probablement dans les années 1320, tandis que d'autres sources, telles que l'Oxford Dictionary of Byzantium et le Prosopographisches Lexikon der Palaiologenzeit, situent sa naissance plus tard, vers 1340,. Ses parents arrangèrent son mariage alors qu'il n'avait que quatorze ou quinze ans, mais il abandonna rapidement sa femme et quitta Constantinople pour devenir moine en Palestine,. Toutefois, après un certain temps, il revint dans la capitale byzantine, où il fut rapidement impliqué dans une escroquerie : il prétendait qu'une icône en sa possession avait des propriétés miraculeuses, et se fit de l'argent sur le dos de croyants crédules. Cette affaire scandalisa sa famille, mais le patriarche de Constantinople Calliste Ier refusa de prendre des mesures à son encontre. Ce n'est que lorsque le patriarche se rendit en Serbie en juillet 1363 que son locum tenens, le hiéromoine Dorotheos, confisqua l'icône et força Tagaris à retourner en Palestine.

## Carrière en Orient
En Palestine, Paul Paléologue Tagaris parvint à obtenir son ordination comme diacre par le patriarche de Jérusalem Lazare, qui le prit sous sa protection vers 1364,. Peu de temps après, Lazare partit pour Constantinople et son locum tenens Damianos porta des accusations contre Tagaris, qui fut contraint d'abandonner Jérusalem pour Antioche. À Antioche, Tagaris réussit une fois de plus à se lier d'amitié avec un personnage influent, le patriarche Michel (1368), nouvellement élu, qui, en plus de l'avoir ordonné prêtre, le désigna exarque patriarcal et administrateur des affaires du patriarcat. Peu de temps après, Tagaris commença à abuser de son autorité : il licencia les évêques et mit leurs évêchés en vente, menaçant de dénoncer ceux qui se plaindraient aux autorités turques. Puis, il s'attribua le titre de patriarche de Jérusalem et commença à ordonner des évêques, même dans les territoires soumis au patriarcat de Constantinople. En 1370, il se rendit à Iconium, puis en Perse et en Géorgie où, d'après ses propres souvenirs, il jugea une querelle entre trois prétendants au trône, tranchant en faveur du plus offrant. Néanmoins, il est à noter qu'aucun différend de ce genre n'est enregistré dans les sources géorgiennes de cette époque,.
À ce moment, selon ses dires, il eut de nouveau des remords et envisagea de retourner à Constantinople où il donnerait la fortune qu'il avait amassée aux pauvres, mais il fut retenu par l'évêque de Tyr et de Sidon Arsène, qui lui transmit une offre du patriarche d'Antioche qui le nommait évêque de Taurezion, un lieu inconnu, probablement situé dans les monts Taurus ou dans la péninsule de Tauride, l'actuelle Crimée. Tagaris accepta et fut apparemment consacré par Arsène vers 1375. Dans le même temps, le patriarche de Constantinople, Philothée Kokkinos, entendit parler de ses agissements et envoya un messager à Trébizonde afin de rencontrer Tagaris et d'exiger son retour immédiat à Constantinople afin qu'il soit traduit en justice.

## Patriarche latin de Constantinople

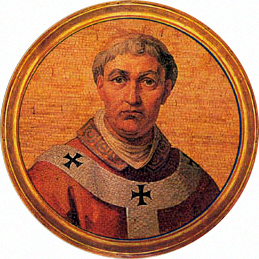
Le pape Urbain VI.

Peu enclin à affronter la colère du patriarche, Tagaris décida, une fois de plus, de fuir et de tenter sa chance à Rome. Comme Nicol le fait remarquer, une telle décision était très inhabituelle pour un prêtre orthodoxe, mais peut être expliquée par les liens de sa famille avec les cercles pro-catholiques de la capitale byzantine ; George Tagaris, son frère ou père putatif, avait été parmi ceux qui avaient soutenu l'Union des Églises et avait reçu des lettres d'encouragement du pape Innocent VI. Pour éviter de passer près de Constantinople, Tagaris fut obligé de faire un large détour. Il prit le bateau, probablement à Trébizonde, pour se rendre en Crimée, où il se présenta au gouverneur local de la Horde d'or avec des bijoux provenant du trésor qu'il avait amassé. En échange, il reçut une escorte à travers les terres de la Horde (Ukraine moderne) jusqu'au royaume de Hongrie, pour ensuite rejoindre Rome. Là, il obtint une audience avec le pape Urbain VI, en prétendant être le patriarche orthodoxe de Jérusalem. Tagaris se présenta au Pape comme pénitent, se confessa et embrassa la foi catholique. Impressionné par son humilité, le Pape nomma Tagaris patriarche latin de Constantinople à la fin de 1379 ou au début de 1380. Ce siège était vacant depuis que le patriarche Jacques d'Itri avait déclaré son allégeance au pape d'Avignon Clément VII le 20 septembre 1378. Urbain nomma également Tagaris légat apostolique pour les pays situés à l'est de Durazzo,.

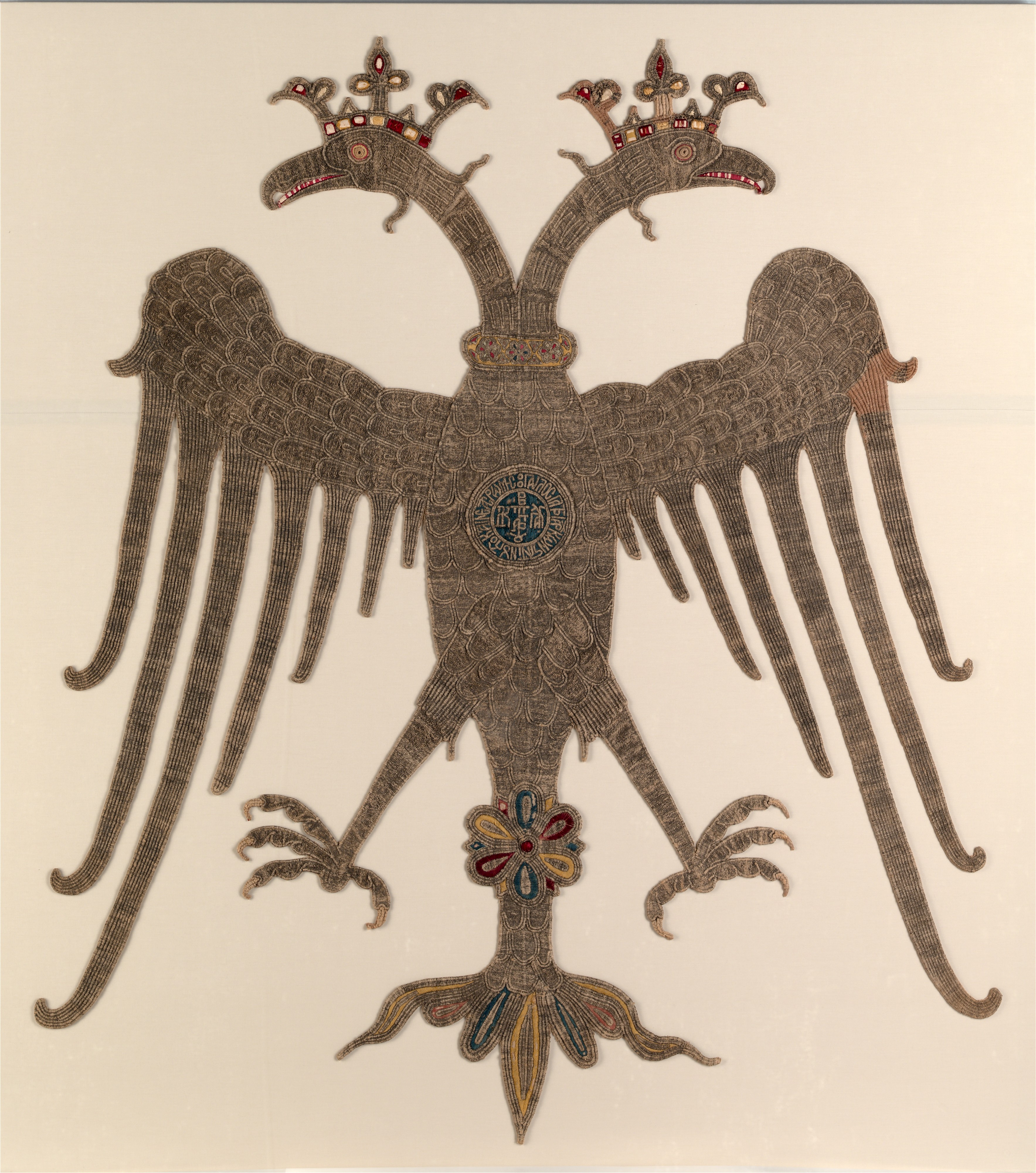
Broderie représentant un aigle bicéphale byzantin, accompagné d'une inscription mentionnant un patriarche de Constantinople prénommé Paul (possiblement Paul Paléologue Tagaris).

Après sa nomination en tant que « second Pape », comme il aimait à se définir, Tagaris abandonna son simple habit monastique au profit de magnifiques vêtements et de bijoux ostentatoires plus dignes de son rang. De plus, selon le chroniqueur de Saint-Denis, il se déplaçait à cheval, accompagné par un entourage magnifiquement équipé. Un exemple probant des vêtements et des accoutrements splendides que possédait Tagaris à cette époque est une pièce de tissu à usage religieux, richement brodée, qui fait partie de la collection du Metropolitan Museum of Art de New York : un aigle à deux têtes byzantin, un monogramme et la légende « Paul, patriarche de Constantinople et de la Nouvelle Rome » en grec y sont représentés.
Après la reconquête de Constantinople par les Byzantins en 1261, le siège du patriarche latin de Constantinople avait été déplacé en 1314 à Négrepont, qui était encore sous contrôle latin. Peu de temps après son investiture, Tagaris s'arrêta à Ancône alors qu'il était en route pour la Grèce. Célébré par les habitants, il resta quelques semaines dans la ville et leur remit de prétendues reliques, à savoir la tête de Jacques le Juste le 4 mars 1380, puis, le 17 avril, le pied de sainte Anne et un clou de la Vraie Croix. Comme le dit Nicol, « on peut être tenté de remettre en question l'authenticité et encore plus la provenance de son don ». Les documents de cette concession, conservés dans la cathédrale d'Ancône, furent signés par Tagaris et un certain « Alexis Paléologue le despote », prétendument un fils de l'Empereur byzantin, mais qui serait en réalité « un autre fruit de l'imagination féconde de Paul » selon Nicol,.
De 1380 à 1384, Tagaris resta à son poste à Négrepont. Un de ses parents, George Tagaris (probablement un homonyme du fils de Manuel Tagaris) fut appelé pour aider à l'administration des domaines patriarcaux. Son mandat fut agité car le clergé orthodoxe local fit appel aux autorités vénitiennes pour la protection contre ses exactions, tandis que l'archevêque latin d'Athènes, Antoine Ballester (en), se plaignit de l'ingérence du patriarche dans son diocèse. De plus, en 1383, Paul Paléologue Tagaris afferma certaines terres de l'Église à un noble Vénitien de Crète, Giacomo Grimani, au moins jusqu'en 1387. Mais cela se révéla une source de troubles juridiques prolongés, car Grimani « se révéla fripon autant que le patriarche » selon Raymond-Joseph Loenertz,. En 1384, Paul fut de nouveau dénoncé au Pape comme un imposteur, probablement par Ballester qui fut nommé vicaire général du patriarcat la même année et qui avait déjà occupé ce poste pendant la vacance de 1378-1379,. Paul avait apparemment quitté son diocèse avant sa dénonciation et repris ses pérégrinations. En 1385, il était dans le royaume de Chypre où il procéda au sacre du roi Jacques Ier en échange de 30 000 pièces d'or et continua d'accorder des nominations ecclésiastiques sur l'île comme s'il était encore patriarche,.

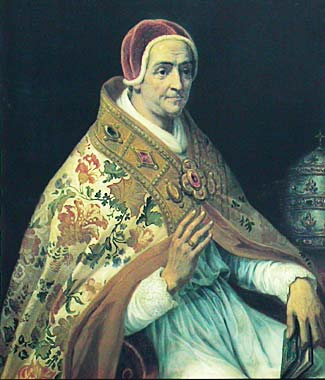
L'antipape d'Avignon, Clément VII.

En 1388, il retourna à Rome en espérant probablement que les accusations portées contre lui avaient été oubliées dans l'intervalle. Il fut néanmoins arrêté, jugé et emprisonné, puis libéré après la mort d'Urbain VI en octobre 1389 grâce à une amnistie générale accordée par le nouveau Pape, Boniface IX, lors de son couronnement. Il quitta alors Rome et se rendit à la cour d'Amédée VII de Savoie. Il se présenta comme étant un parent lointain du comte (une allégation reposant probablement sur ses liens ténus avec les Paléologues, qui étaient liés à la maison de Savoie par l'intermédiaire de l'impératrice Anne de Savoie, la grand-tante d'Amédée VII) et comme une victime de la persécution papale de Rome en raison de son soutien à la papauté d'Avignon. Les revendications de parenté de Tagaris étaient douteuses, mais Amédée fut ému par le sort d'un compagnon d'Avignon et l'accepta en tant que légitime patriarche latin de Constantinople. Il fournit à Tagaris de l'argent, ainsi qu'une escorte de douze chevaux et douze serviteurs, et l'envoya à la cour pontificale d'Avignon.
Tagaris reçut un magnifique accueil à Avignon, où il fut honoré par Clément VII et ses cardinaux. Ému par les histoires relatant la souffrance de son hôte entre les mains des Papes romains, Clément le combla de cadeaux et de décorations et l'envoya à Paris. Là, le roi Charles VI prépara également un accueil triomphal pour son illustre hôte. Paul devint une attraction exotique et populaire dans la capitale française, et fut généreusement accueilli et diverti. Il apprécia manifestement son long séjour là-bas, « à l'abri dans un endroit où son passé était inconnu et où il était peu probable que sa fraude fusse découverte », selon Nicol. Pour plus de sécurité, il communiquait uniquement par l'intermédiaire d'un interprète à son service. Lors de sa visite à l'abbaye de Saint-Denis, il affirma qu'il y avait plusieurs reliques du saint patron de l'abbaye, Denis de Paris (souvent confondu à l'époque avec le saint athénien Denys l'Aréopagite), toujours conservées en Grèce et promit d'aider les moines à les ramener en France. Sa proposition fut acceptée avec enthousiasme et deux moines reçurent la permission et les fonds du roi pour accompagner Tagaris en Grèce. Quand le groupe arriva dans le port italien où il devait embarquer, Paul soudoya le capitaine du navire afin qu'il prétende que le mauvais temps allait retarder leur départ. Dans la même nuit, Tagaris et ses serviteurs s'embarquèrent avec tous leurs bagages, laissant derrière eux les deux moines. Ce n'est qu'à Rome, où les moines allèrent à la recherche de réponses sur le comportement de Tagaris, qu'ils apprirent l'identité de leur compagnon de voyage. Ils en informèrent ultérieurement le chroniqueur de l'abbaye.

## De retour à Constantinople
Selon Nicol, l'exploit du « pécheur accompli » Tagaris était sans pareil : « Personne n'a jamais réalisé une affaire aussi rentable en changeant de camp, d'abord durant le schisme entre les églises grecques et latines, et ensuite durant le schisme entre le pape à Rome et le pape à Avignon : ce n'est pas une mince affaire que d'arriver à Rome en tant que patriarche orthodoxe de Jérusalem et d'être ensuite reçu à Avignon en tant que patriarche catholique de Constantinople. »
Néanmoins, ayant irrémédiablement détruit sa réputation et ses liens avec les deux cours pontificales, Tagaris n'eut d'autre choix que de retourner à Constantinople. En 1394, de retour dans la capitale byzantine, il se présenta devant le patriarche Antoine IV, devant lequel il confessa ses péchés, abjura sa conversion au catholicisme et plaida pour la miséricorde. Comme l'écrit Nicol, « il ne protesta que sur un point sur lequel il avait été injustement accusé car, malgré les rumeurs et les histoires à son encontre, il ne s'était jamais livré à la fornication, à la fabrication de faux miracles ou à l'exercice de la magie. » Le patriarche présenta le cas de Tagaris durant un synode patriarcal au complet, à l'occasion duquel Paul fut obligé de répéter deux fois sa confession, puis une troisième fois devant une assemblée du peuple. Les enregistrements de ces confessions, conservés par le scribe patriarcal Perdikes, sont la source principale de la vie de Paul. La partie finale du manuscrit contenant le verdict est manquante, mais le synode et le peuple recommandèrent le pardon, il est donc probable qu'il en fut ainsi. Le reste de la vie de Tagaris est inconnu,,.

### Sources primaires
- Anonyme (trad. Louis François Bellaguet), Chronique du religieux de Saint-Denys, vol. X, Impr. de Crapelet, 1839-1852 (lire en ligne), chap. XIII (« D'un imposteur, qui se disait patriarche de Constantinople »), p. 636-643Source utilisée par Loenertz et Nicol à propos du séjour à Paris.